# Emil Welti
Pour les articles homonymes, voir Welti.
Emil Welti, né le 23 avril 1825 à Bad Zurzach (originaire de Zurzach) et mort le 24 février 1899 à Berne, est un homme politique suisse, membre du Parti radical-démocratique (PRD). Il est conseiller fédéral de 1867 à 1891 et président de la Confédération à six reprises.

## Biographie
Emil Welti entre dans la vie publique en 1856. Jusqu'en 1866, il se consacre surtout aux affaires de son canton, l'Argovie. Il fait partie du radicalisme argovien.
Il devient membre du Conseil fédéral en 1867 (élection le 8 décembre 1866), à l'âge de 42 ans. Ses opinions politiques évoluent vers le centre. Durant vingt-cinq ans, il est un personnage politique très important : réélu à huit reprises (9 décembre 1869, 7 décembre 1872, 10 décembre 1875, 10 décembre 1878, 19 décembre 1881, 15 décembre 1884, 16 décembre 1887 et 11 décembre 1890), il est six fois président de la Confédération (en 1869, 1872, 1876, 1880, 1884 et 1891 ; élections les 9 décembre 1868, 7 décembre 1871, 10 décembre 1875, 9 décembre 1879, 8 décembre 1883 et 11 décembre 1890) et assume des responsabilités diverses.
La politique qu’il conduit comme ministre de la guerre est particulièrement remarquée : en 1870, il prend les mesures nécessaires au maintien de la neutralité suisse. Cependant, certaines de ses initiatives font polémiques : ainsi celle de demander une préparation militaire et patriotique soit introduite à l’école primaire par le biais de la gymnastique.
Il démissionne du Conseil fédéral après le refus, le 6 décembre 1891, par votation populaire, de la proposition gouvernementale d’achat par la Confédération des grandes lignes nationales de chemin de fer.

## Départements
- 1867-1868 : Département militaire
- 1869 : Département politique
- 1870-1871 : Département militaire
- 1872 : Département politique
- 1873-1875 : Département militaire
- 1876 : Département politique
- 1877-1878 : Département des postes et des télégraphes
- 1879 : Département des postes et des chemins de fer
- 1880 : Département politique
- 1881 : Département de justice et police
- 1882-1883 : Département des postes et des chemins de fer
- 1884 : Département politique
- 1885-1891 : Département des postes et des chemins de fer

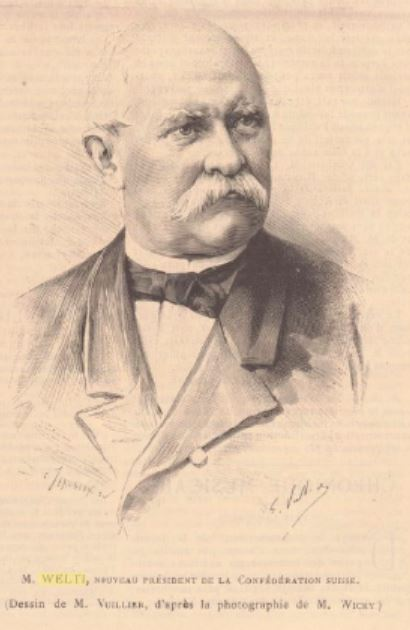
dessin de Gaston Vuillier d'après photographie, publié dans Le Monde illustré, Paris du 31 janvier 1891.
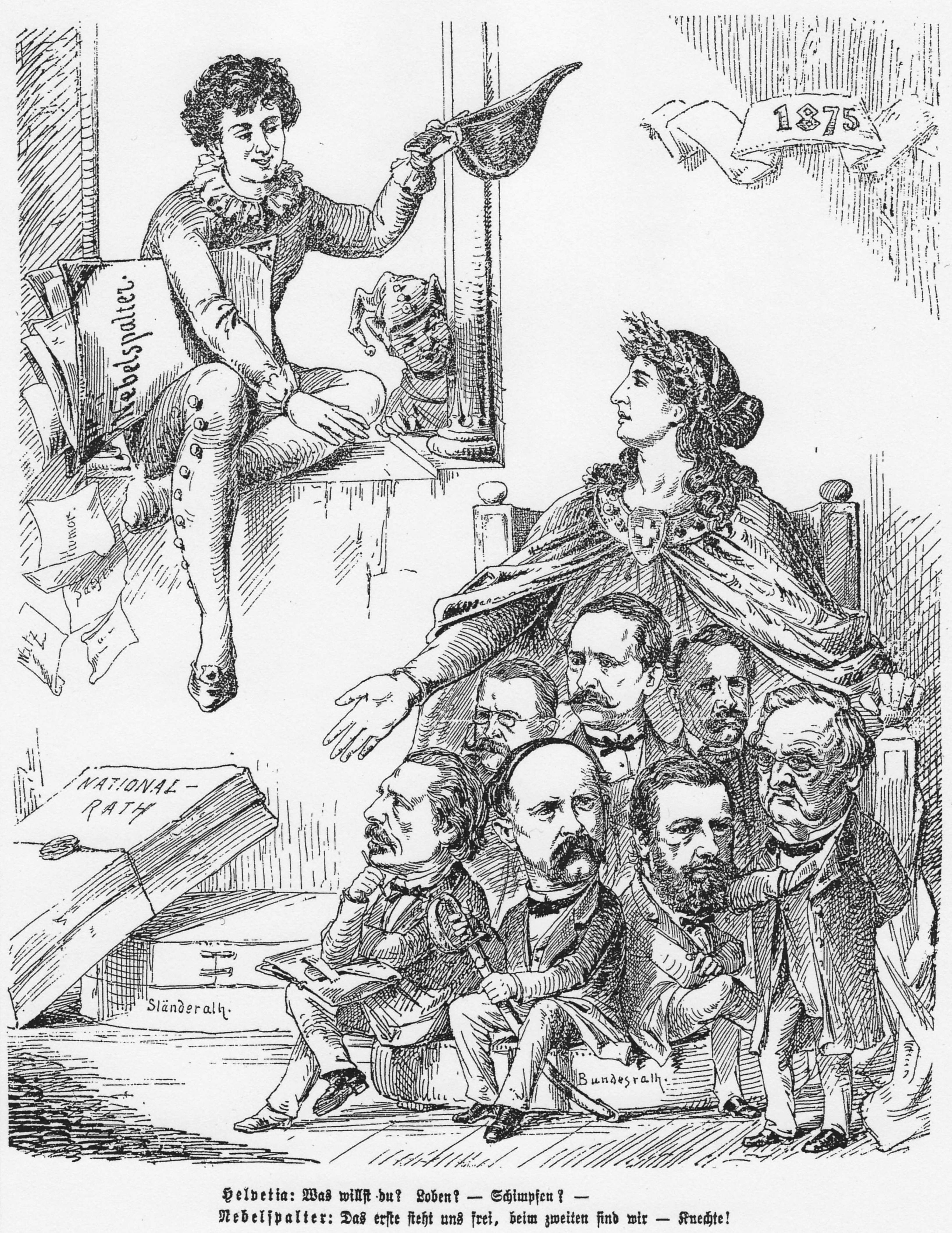
Conseil fédéral suisse 1875, caricature. En haut : Paul Cérésole, Johann Jakob Scherer, Karl Schenk. En bas : Josef Martin Knüsel, Emil Welti, Eugène Borel, Wilhelm Matthias Naeff